# Cerrostrangalia solisi
Cerrostrangalia solisi là một loài bọ cánh cứng trong họ Cerambycidae.